# Miguel Gómez Esteban
Miguel Gómez Esteban (1939-1977) fue un historietista español que trabajó fundamentalmente para agencias, destacando en el cómic romántico y de terror antes de su prematura muerte a los 38 años de edad. Usó seudónimos y abreviaturas de su nombre como Est, Esteban, G.E., G. Esteban, Gómez Esteban, M.G.Esteban, Michael G. Esteban, Miguel, Miguel G. Esteban.

## Biografía
Gómez Esteban publicó en revistas sentimentales-próximas como Claro de Luna (1959) y Selección Romántica (1961), todas de Ibero Mundial de Ediciones, convirtiéndose en uno de los dibujantes más destacados de este subgénero, junto a Carmen Barbará. También ilustró algunos números de Lilian, Azafata del Aire y trabajó para la revista Brigada Secreta (1962) de Toray. 
Dio luego el salto al terror en publicaciones como Dossier Negro, Rufus y Vampus.

## Obra
| Años | Título                        | Guionista           | Publicación            | Género    |
| ---- | ----------------------------- | ------------------- | ---------------------- | --------- |
| 1964 | Nunca me acostumbraré         | Silvia Duarte       | Claro de Luna núm. 236 | Romántico |
| 1964 | Lo nuestro terminó            | Silvia Duarte       | Claro de Luna núm. 238 | Romántico |
| 1964 | Hay tantas chicas en el mundo | Silvia Duarte       | Claro de Luna núm. 240 | Romántico |
| 1964 | Más (More)                    | Silvia Duarte       | Claro de Luna núm. 241 | Romántico |
| 1964 | Verde, verde                  | Silvia Duarte       | Claro de Luna núm. 245 | Romántico |
| 1964 | Déjala, déjala                | Silvia Duarte       | Claro de Luna núm. 247 | Romántico |
| 1965 | Ciudad solitaria              | Silvia Duarte       | Claro de Luna núm. 249 | Romántico |
| 1965 | Te quiero no lo olvides       | Silvia Duarte       | Claro de Luna núm. 251 | Romántico |
| 1969 | La caída de la casa Usher     |                     | Dossier Negro nº 16    | Terror    |
| 1969 | El gato negro                 |                     | Dossier Negro nº 17    | Terror    |
| 1969 | El enigma de la momia         | Enrique Castellanos | Dossier Negro nº 18    | Terror    |
| 1969 | El vampiro                    | Enrique Castellanos | Dossier Negro nº 19    | Terror    |
| 1969 | Escenario macabro             | Enrique Castellanos | Dossier Negro nº 20    | Terror    |
| 1969 | Reportaje mortal              | Ramón Hervás        | Dossier Negro nº 21    | Terror    |
| 1969 | El mercader del diablo        | Ramón Hervás        | Dossier Negro nº 22    | Terror    |
| 1969 | La zarpa                      | Ramón Hervás        | Dossier Negro nº 23    | Terror    |
| 1969 | Anticipo de muerte            | Ramón Hervás        | Dossier Negro nº 24    | Terror    |
| 1969 | El ataúd vacío                | Enrique Castellanos | Dossier Negro nº 24    | Terror    |
| 1969 | Una familia bien avenida      | Echevarría          | Dossier Negro nº 24    | Terror    |
| 1969 | El regreso                    | Ramón Hervás        | Dossier Negro nº 25    | Terror    |
| 1969 | Mi mejor amigo                | Andrés Martín       | Dossier Negro nº 26    | Terror    |
| 1969 | Una casa en el campo          | Manuel              | Dossier Negro nº 26    | Terror    |
| 1969 | El gran corazón de Moira      | Andrés Martín       | Dossier Negro nº 27    | Terror    |
| 1969 | La última cena de Michael     |                     | Dossier Negro nº 28    | Terror    |
| 1969 | El mundo invisible            | Andrés Martín       | Dossier Negro nº 29    | Terror    |
|      | En la piel de otro            | Andrés Martín       | Dossier Negro nº 32    | Terror    |